# Marcus Cornelius Cethegus (consul en -160)
Pour les articles homonymes, voir Cornelius Cethegus.
Marcus Cornelius Cethegus, fils de Caius, est un consul romain du IIe siècle av. J.-C..

## Biographie
En 171 av. J.-C., Marcus Cornelius Cethegus fait partie d'une délégation de trois légats envoyée par le Sénat romain pour interdire au consul Caius Cassius Longinus d'entreprendre une campagne militaire contre le royaume de Macédoine sans autorisation du sénat. 
Deux ans plus tard, en 169 av. av. J.-C., la colonie romaine d'Aquilée sollicite auprès du Sénat l'augmentation du nombre de colons, Cornelius Cethegus est un de trois triumvirs chargés d'accompagner quinze cents familles vers la colonie.
En 160 av. J.-C., il est élu consul avec Lucius Anicius Gallus. Il fait drainer les Marais pontins, les transformant en terres arables. On ne sait rien sur Cornelius Cethegus après cette date.